# Саремський
Саремський — річка в Україні, у Лугинському й Коростенському районах Житомирської області. Ліва притока Гранічевки (басейн Прип'яті).

## Опис
Довжина річки приблизно 3,3 км.

## Розташування
Бере початок в урочищі Саремське на південному сході від Солов'їв. Тече переважно на північний схід і впадає у річку Гранічевку, праву притоку Шестня.